# Albatros cu sprâncene negre
Albatrosul cu sprâncene negre (Thalassarche melanophris), este o pasăre de mare din familia albatroșilor Diomedeidae; este cel mai răspândit și comun membru al familiei sale.

## Etimologie
Originea numelui melanophris provine din două cuvinte grecești melas sau melanos, care înseamnă „negru”, și ophris, care înseamnă „sprânceană”, referindu-se la penajul întunecat din jurul ochilor.

## Taxonomie

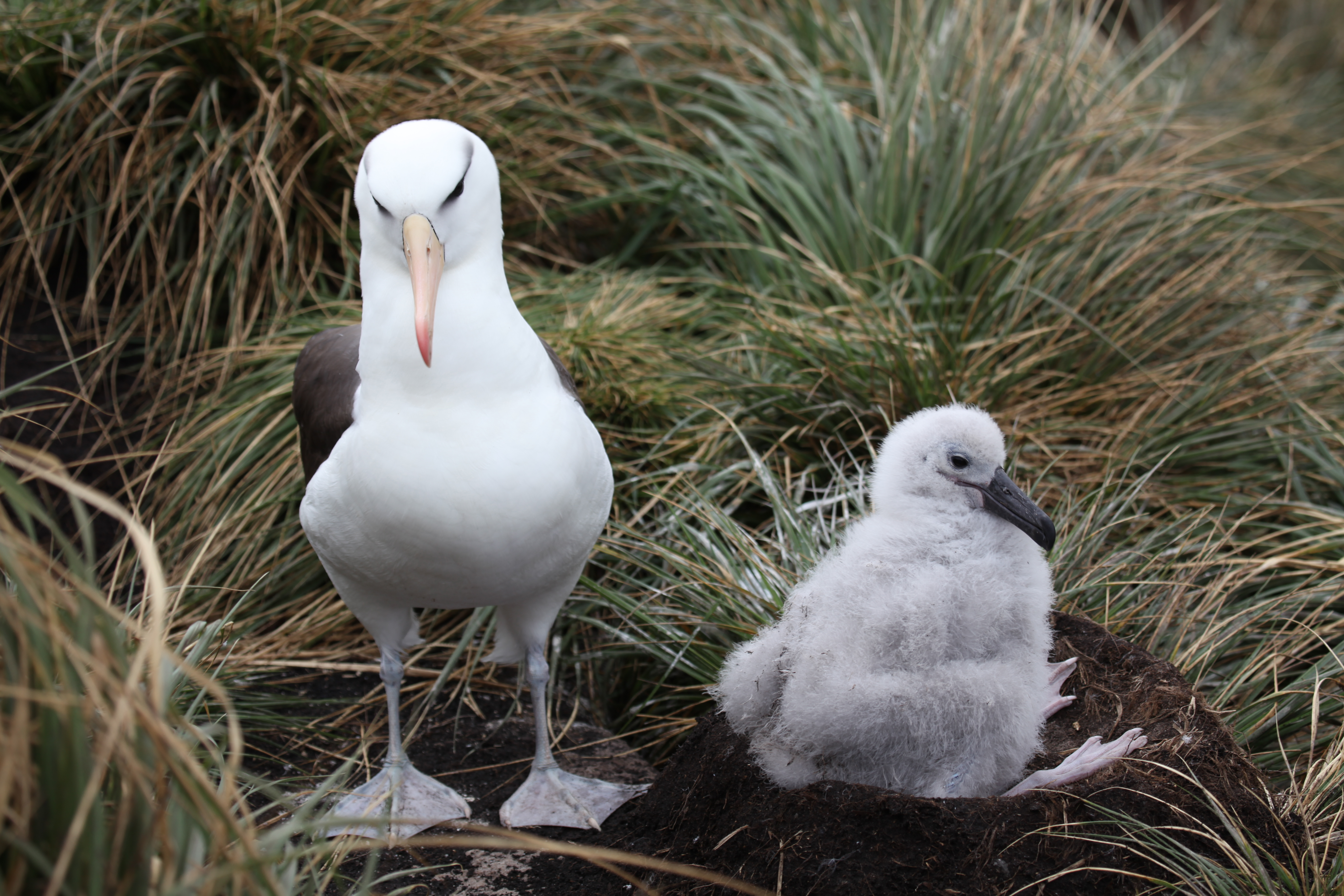
Albatros cu pui

Albatrosul cu sprâncene negre a fost descris pentru prima dată ca Diomedea melanophris de Coenraad Jacob Temminck, în 1828, pe baza unui specimen de la Capul Bunei Speranțe. Revizuiri recente au relocalizat această specie în genul Thalassarche.

## Descriere
Albatrosul cu sprâncene negre este un albatros de mărime medie, cu o lungime de 80-95 cm, o anvergură a aripilor de 200-240 cm și o greutate medie de 2,9-4,7 kg. Poate avea o durată de viață naturală de peste 70 de ani. Are spatele și aripile superioare gri închis, care contrastează cu crupa și părțile inferioare albe.

## Comportament
Coloniile sunt foarte zgomotoase, deoarece păsările cârâie pentru a-și marca teritoriul. Se hrănește cu pește, calmar, crustacee, carapace și resturi de pește. Această specie a fost observată furând hrană de la alte specii.
În mod normal, această specie cuibărește pe pante abrupte acoperite cu iarbă și, uneori, pe stânci; cu toate acestea, în Falklands, cuibărește pe pășunile plane de pe coastă. Este un reproducător anual care depune un ou între 20 septembrie și 1 noiembrie, deși reproducătorii din Falklands, Crozet și Kerguelen depun ouă cu aproximativ trei săptămâni mai devreme. Incubația este realizată de ambele sexe și durează între 68 și 71 de zile. După eclozare, puii au nevoie de 120 până la 130 de zile pentru a zbura. Tinerii se vor întoarce în colonie după doi-trei ani, dar numai pentru a practica ritualurile de curtare, deoarece încep să se reproducă în jurul celui de-al 10-lea an.

## Galerie

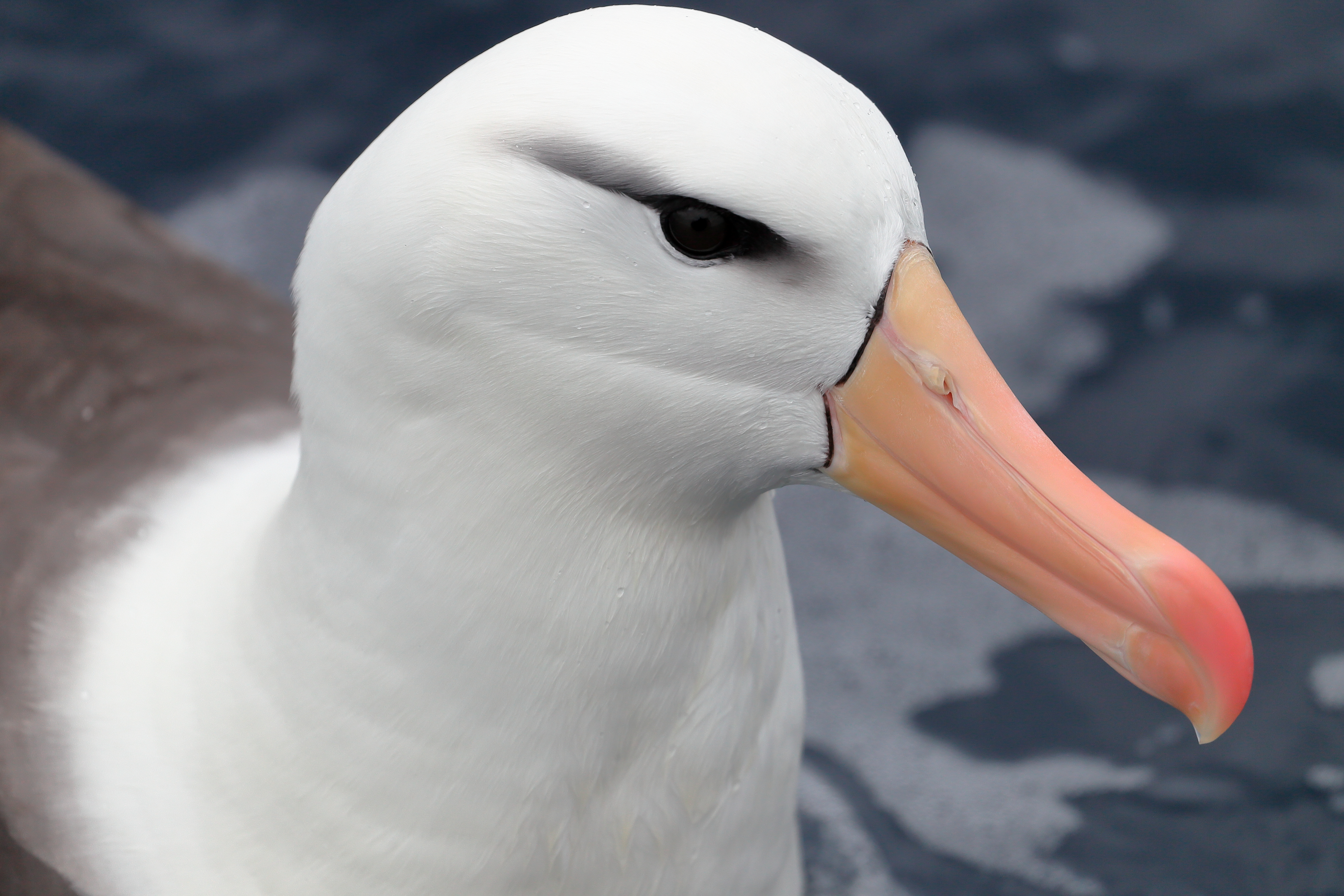
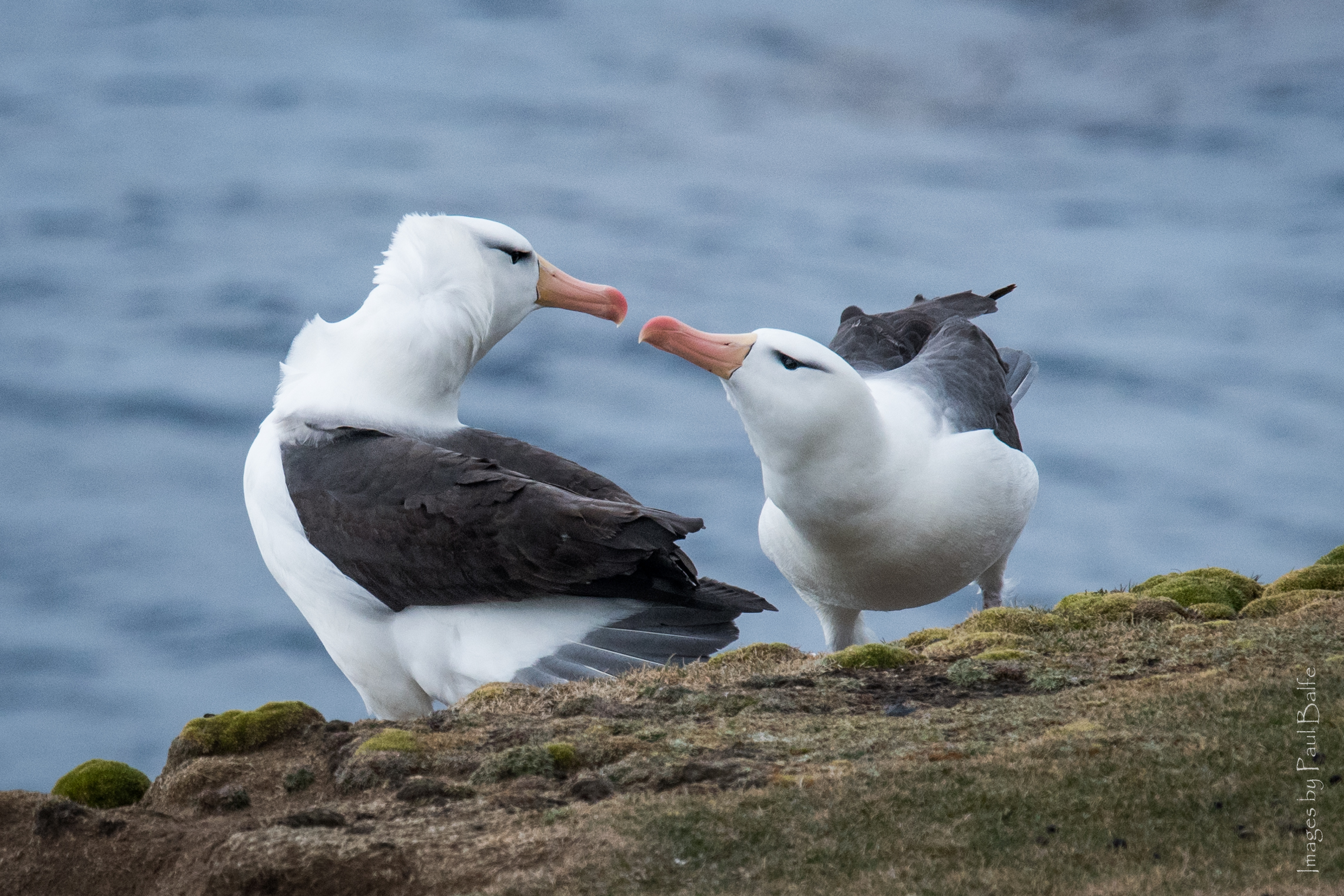
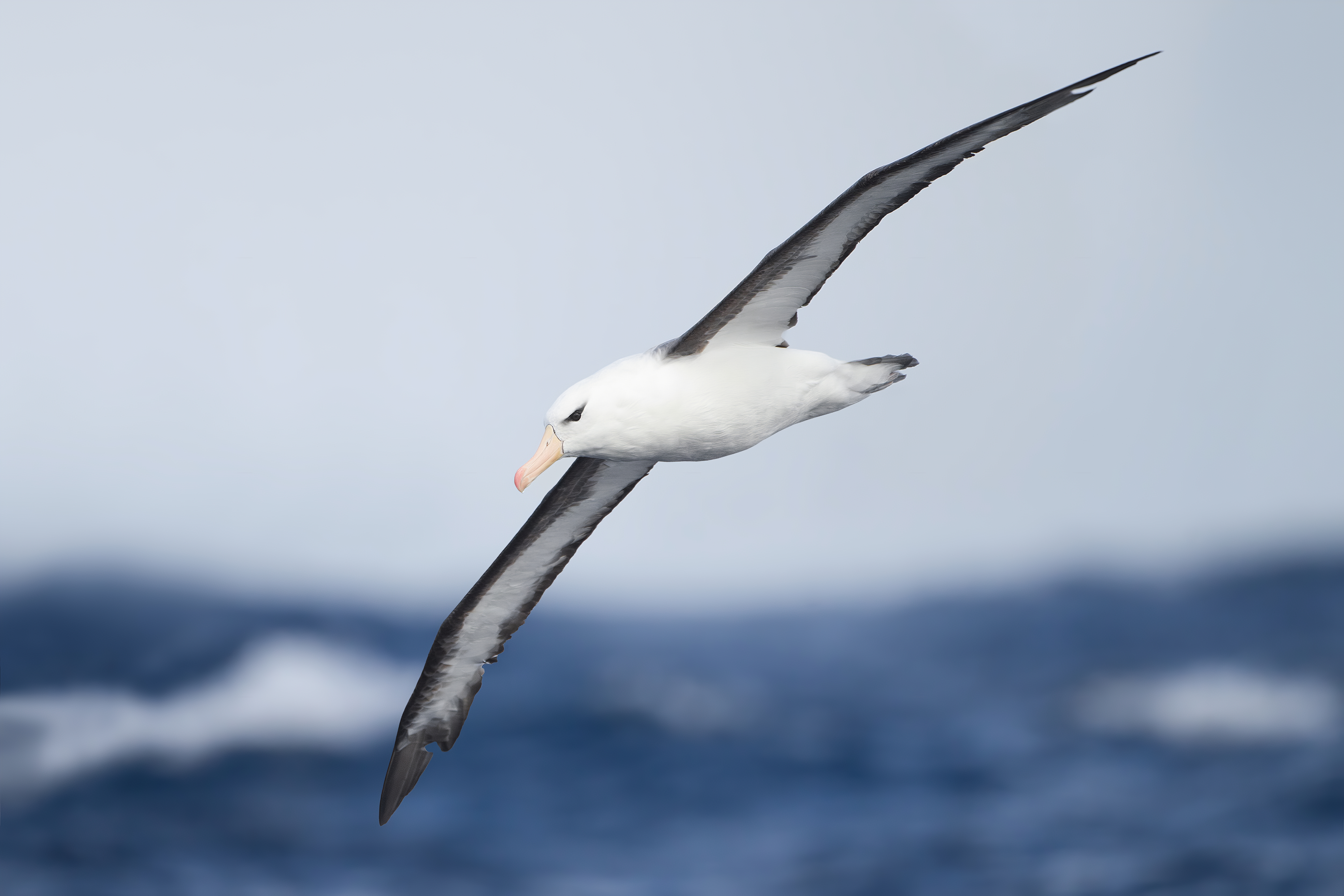